# Doronomyrmex
Doronomyrmex là một chi kiến thuộc họ Formicidae. Chi có các loài sau:
- Doronomyrmex goesswaldi
- Doronomyrmex kutteri
- Doronomyrmex pacis
- Doronomyrmex pocahontas